# Bertella
Bertella is een monotypisch geslacht van straalvinnige vissen uit de familie van armvinnigen (Oneirodidae).

## Soort
- Bertella idiomorpha Pietsch, 1973